# Tông (sinh học)

Hệ thống cấp bậc trong phân loại khoa học

Trong phân loại sinh học, một tông hay một tộc (tribus) là một cấp phân loại nằm giữa chi và họ hoặc phân họ.